# Mars 1801

## Événements

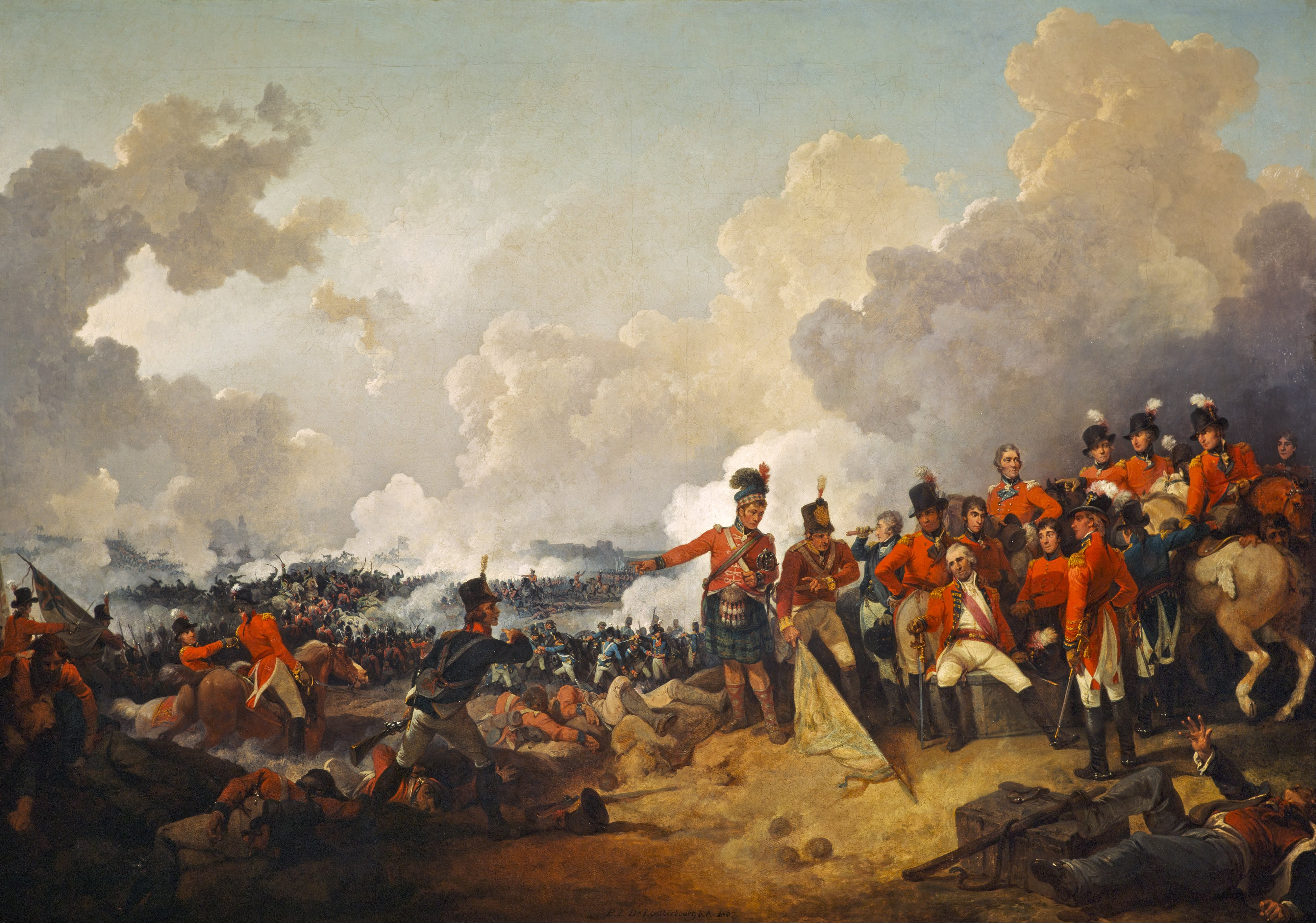
21 mars : bataille de Canope. Fin de l'expédition d'Égypte, les Français se retirent, à la suite du débarquement des Britannico-Ottomans. Un corps expéditionnaire britannique occupe l’Égypte (fin en 1814).

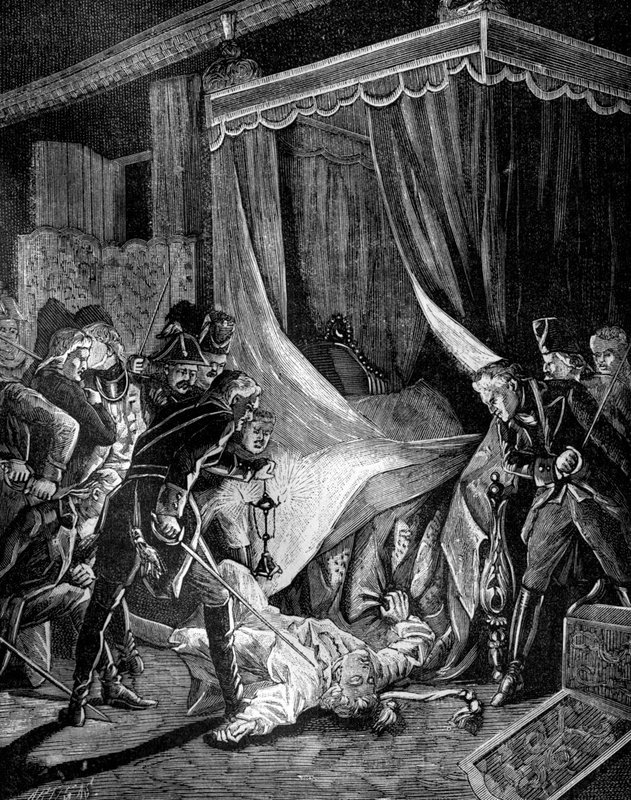
Mars : meurtre du tsar Paul Ier de Russie

- Mars - avril, Russie : première mesures libérales ; amnistie (15 mars), libération des détenus politiques, réouverture des frontières (22 mars), libre importation des livres étrangers (31 mars)[1].

- 3 mars : ouverture à Londres de la Bourse des valeurs[2].

- 4 mars : cérémonie d'investiture à Washington D.C. du troisième président des États-Unis, Thomas Jefferson.

- 8 mars : la flotte française est battue par les Britanniques dans la baie d’Aboukir. Elle ne peut empêcher le débarquement de troupes britanniques et ottomanes[3].

- 17 mars : début du ministère tory d'Henry Addington, Premier ministre du Royaume-Uni (fin en 1804)[4]. Pitt est écarté du pouvoir (3 février). Addington lui succède. Pour donner satisfaction à l’opinion, il réduit l’impôt sur le revenu. Faute de ressources, il doit rogner sur les budgets militaires les armements navals sont réduits de moitié, l’armée est réduite à 90 000 hommes.

- 21 mars :
  - Défaite française à la bataille de Canope, l'armée commandée par Menou se retranche à Alexandrie[3].
  - France : la dette publique est réduite par la loi de finance du 30 ventôse an IX ; les bons donnés aux créanciers de l'État sont repris et convertis en rente 5 % payés en numéraire.
  - traité d’Aranjuez. Le duc de Parme renonce à son duché contre l’île d’Elbe et la Toscane[3]. l’Espagne s’engage à rompre l’alliance entre le Royaume-Uni et le Portugal, ce qui déclenche la guerre des Oranges.

- 23 - 24 mars (11-12 mars du calendrier julien) : complot organisé par Pahlen, gouverneur militaire de Saint-Pétersbourg, Zoubov et Bennigsen, avec l’accord du grand-duc Alexandre pour contraindre Paul Ier à l’abdication[5]. L’empereur est étranglé au château Saint-Michel qu’il avait fait construire pour assurer sa sécurité. Son fils Alexandre Ier lui succède comme tsar de Russie (fin en 1825).

- 28 mars :
  - France : création du Franc Germinal.
  - La paix de Florence entre le royaume de Naples et la France interdit l'accès des ports napolitains aux vaisseaux britanniques[6].

## Naissances
- 15 mars : Coenraad Johannes van Houten (mort en 1887), chimiste et chocolatier néerlandais.

## Décès
- 2 mars : Charles-Albert Demoustier, écrivain français (° 13 mars 1760).
- 21 mars : Andrea Luchesi, compositeur italien (° 23 mai 1741).
- 25 mars : Novalis (Friedrich von Hardenberg), poète allemand, auteur des Hymnes à la nuit, qui fut l’une des figures les plus brillantes du mouvement romantique (° 2 mai 1772).